# 第57歩兵師団 (ドイツ国防軍)
第57歩兵師団（ドイツ語: 57. Infanterie-Division）は、ドイツ国防軍陸軍の歩兵師団である。

## 編成
1939年8月26日、第2波編成の師団として、第7軍管区（Wehrkreis VII）のランツフートで編成された。編成にあたって、バイエルン南部ですでに編成されていた3個歩兵師団と予備部隊を基幹とし、3個歩兵連隊、砲兵連隊、独立大隊からなった。第179歩兵連隊（ミュンヘン）、第199歩兵連隊（フライジング）、第217歩兵連隊（インゴルシュタット）はそれぞれ3個の大隊で編成された。第157砲兵連隊は、ミュンヘンの4個大隊からなり、第157師団附属諸隊と共にミュンヘンにあった。

## 戦闘
ポーランド侵攻作戦の際、第57歩兵師団はプレショフ（スロバキア）方面からの攻撃に投入され、デュクラ峠（en）での戦闘に参加し、そこからサン川を越えリヴィウに向かって進撃した。サンビル（en）とゴロドク（en）では小規模な戦闘を行っている。ポーランドでの作戦終了後、1939年の冬に陸軍総司令部（OKH）の予備部隊としてハーナウに移された。

### 西方戦役
1940年5月の西方戦役において第57歩兵師団はレマーゲン、トリーア、ルクセンブルクを経てアブヴィルまで進撃した。1940年5月28日から6月4日までのアブヴィルにおける戦闘では、190両の敵戦車を撃破する戦果を挙げている。その後、ソンム橋頭堡の第4軍の指揮下に入り、ノルマンディーのカランタン、ルアーブルへと向かった。休戦後、第57歩兵師団はディエップとカランタンの沿岸防衛のため占領軍として第10軍に配属された。

### 独ソ戦

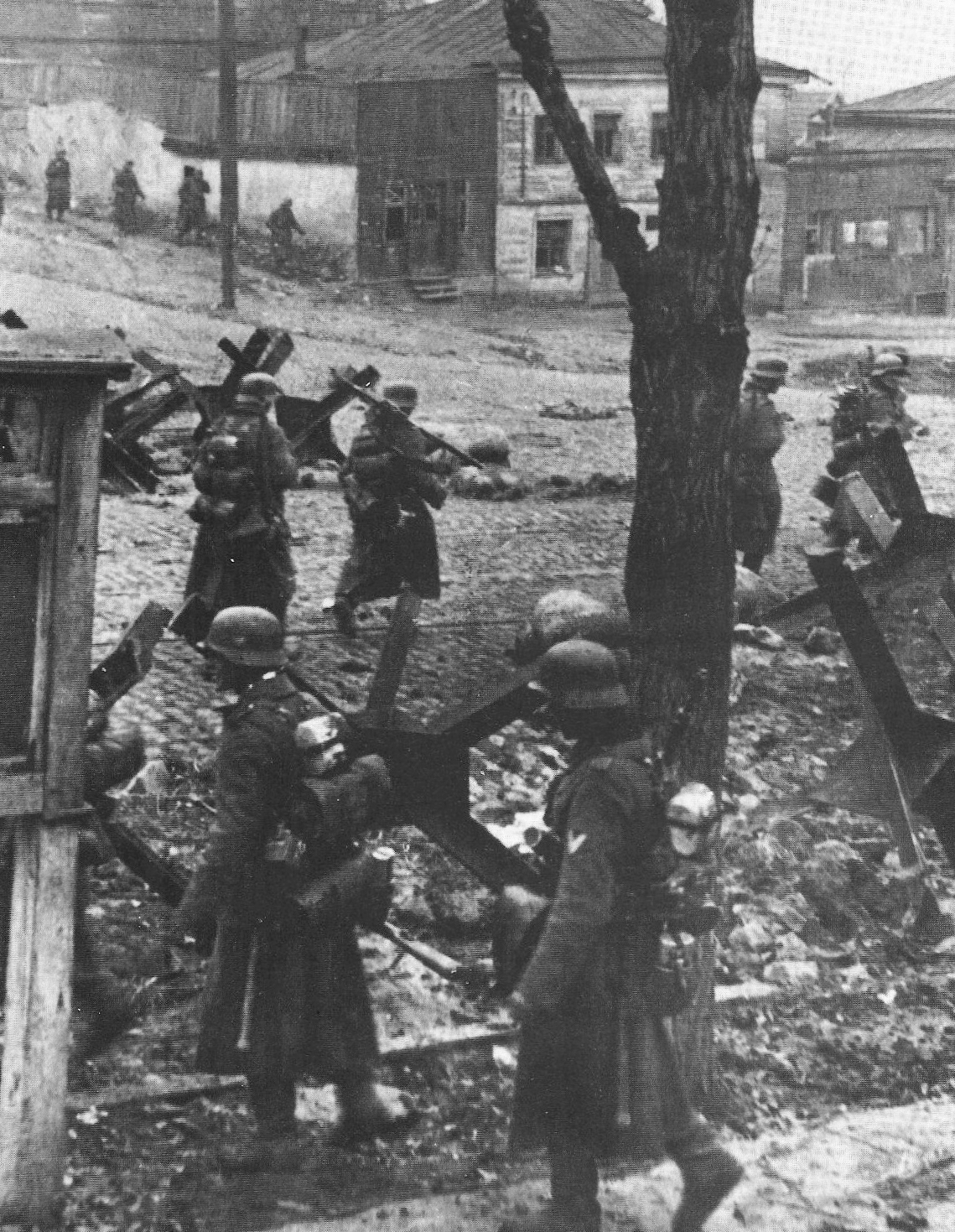
バルバロッサ作戦における、ハリコフでの第57歩兵師団の兵士（1941年10月24日）

バルバロッサ作戦に備え、第57歩兵師団は第6軍の指揮下に入りポーランド総督府領のザモシチに移された。1941年6月22日より師団は、ソカリ近くのブク川を渡りウクライナのスターリン線（en）を突破しベルドィーチウ（en）を経由してウーマニの戦いに参加。その後、師団は南方軍集団麾下の第17軍に組み込まれクルィヴィーイ・リーフへ移動した。1941年の秋、第一次ハリコフ攻防戦に参加し、ベルゴロドを攻撃し1942年の春までドネツ川周辺に展開していた。
1942年夏のブラウ作戦において、第57歩兵師団はドン川まで進撃し、ソビエト赤軍の反攻に対してヴォロネジの橋頭堡を防衛する任務を担った。ドン、オスコル川（en）、ヴォロネジでの防衛戦は1943年の春、赤軍によるヴォロネジ–カストルノエ攻勢（en）が大きくなるまで続いた。7月から8月にかけてベルゴロドで再び防衛戦が行われ、その後、キエフ南方のチェルカースィからドニエプル川までの撤退が行われた。その際、第255歩兵師団の残余部隊を編入している。1943年8月17日、コルツーン（Korzun）中将率いる赤軍第47軍（enの攻勢により師団は大きな損害を被り、スームィへの退却を余儀なくされた。
1944年2月9日、第57歩兵師団は、第72歩兵師団と第389歩兵師団の残余と共に赤軍の正面からの包囲網に巻き込まれ、コールスニの野戦飛行場を巡る赤軍によるドニエプル・カルパティア攻勢（en）に巻き込まれた。包囲された師団がリシャンカ（en）に向けて撤退する際、後の第28SS義勇擲弾兵師団となる『SS突撃旅団「ヴァロニェン」（SS-Sturmbrigade „Wallonien“）』の東側で後衛を務めることになった。最後の包囲網突破の中心となったのは、軍需物資と数百人の死傷者が残されたジェンデロフカ村てあった。
1944年2月18日、師団の部隊は軽装で膝まで雪に埋もれる中、絶望的な状況にありシェンデロウカ（ru）でいくつかの兵員は赤軍の捕虜となりドネツク周辺に連行された。師団の大部分は赤軍の包囲網を突破して南西への撤退に成功している。しかし、その際、グニロイ・ティキチ川（en）で待機していた第1装甲師団の救援部隊を見逃し、車両を用いずに凍っていない川を突破したため渡河において多くの犠牲者が出た。
1944年4月、ヴォルシャとモギリョフへの撤退を行ったが、6月に始まった赤軍のバグラチオン作戦によりモギリョフ近郊で壊滅し、OKHの司令により1944年8月3日に師団は解散された。

## 備考

### 作戦地域
| 年     | 月日 | 軍団 (Armee-Korps)              | 軍 (Armee)                             | 軍集団 (Heeresgruppe)            | 師団本部               |
| ------ | ---- | ------------------------------- | -------------------------------------- | -------------------------------- | ---------------------- |
| 1939年 | 9月  | -                               | -                                      | 南方軍集団（Heeresgruppe Süd）   | ポーランド             |
| 1939年 | 11月 | 陸軍総司令部予備（OKH-Reserve） | -                                      | -                                | ハーナウ               |
| 1940年 | 1月  | 陸軍総司令部予備（OKH-Reserve） | -                                      | -                                | ハーナウ               |
| 1940年 | 5月  | 第38軍団（XXXVIII. Armeekorps） | 第4軍（4. Armee）                      | B軍集団（Heeresgruppe B）        | フランス北部           |
| 1940年 | 6月  | 第2軍団（II. Armeekorps）       | 第4軍（4. Armee）                      | B軍集団（Heeresgruppe B）        | チャンネル諸島沿岸     |
| 1940年 | 7月  | 第2軍団（II. Armeekorps）       | 第6軍（6. Armee）                      | A軍集団（Heeresgruppe A）        | ノルマンディー         |
| 1940年 | 8月  | 第43軍団(XXXXIII. Armeekorps)   | 第9軍（9. Armee）                      | A軍集団（Heeresgruppe A）        | ノルマンディー         |
| 1941年 | 1月  | 第43軍団(XXXXIII. Armeekorps)   |                                        | A軍集団（Heeresgruppe A）        | ノルマンディー         |
| 1941年 | 5月  | 第3軍団（III. Armeekorps）      | 第6軍（6. Armee）                      | A軍集団（Heeresgruppe A）        | ザモシチ               |
| 1941年 | 6月  | 第55軍団（LV. Armeekorps）      | 第6軍（6. Armee）                      | 南方軍集団（Heeresgruppe Süd）   | ザモシチ               |
| 1941年 | 7月  | 第44軍団（XXXXIV. Armeekorps）  | 第6軍（6. Armee）                      | 南方軍集団（Heeresgruppe Süd）   | ブロディ               |
| 1941年 | 8月  | 第3軍団（III. Armeekorps）      | 第1装甲軍（1. Panzerarmee）            | 南方軍集団（Heeresgruppe Süd）   | ウーマニ               |
| 1941年 | 9月  | 自由運用（z. Vfg.）             | 第17軍（17. Armee）                    | 南方軍集団（Heeresgruppe Süd）   | クルィヴィーイ・リーフ |
| 1941年 | 10月 | 第55軍団（LV. Armeekorps）      | 第17軍（17. Armee）                    | 南方軍集団（Heeresgruppe Süd）   | ハリコフ               |
| 1941年 | 11月 | 第55軍団（LV. Armeekorps）      | 第6軍（6. Armee）                      | 南方軍集団（Heeresgruppe Süd）   | ハリコフ               |
| 1942年 | 1月  | 第44軍団（XXIX. Armeekorps）    | 第6軍（6. Armee）                      | 南方軍集団（Heeresgruppe Süd）   | ハリコフ               |
| 1942年 | 8月  | ブリュム軍団（Blümme）          | 第2軍（2. Armee）                      | B軍集団（Heeresgruppe B）        | ヴォロネジ             |
| 1942年 | 9月  | 第7軍団（VII. Armeekorps）      | 第2軍（2. Armee）                      | B軍集団（Heeresgruppe B）        | ヴォロネジ             |
| 1943年 | 1月  | 第7軍団（VII. Armeekorps）      | 第2軍（2. Armee）                      | B軍集団（Heeresgruppe B）        | ヴォロネジ             |
| 1943年 | 3月  | -                               | 第2軍（2. Armee）                      | 中央軍集団（Heeresgruppe Mitte） | スームィ               |
| 1943年 | 4月  | 第52軍団（LII. Armeekorps）     | ケンプフ軍支隊（Armeeabteilung Kempf） | 南方軍集団（Heeresgruppe Süd）   | ハリコフ               |
| 1943年 | 5月  | 第52軍団（LII. Armeekorps）     | ケンプフ軍支隊（Armeeabteilung Kempf） | 南方軍集団（Heeresgruppe Süd）   | ハリコフ               |
| 1943年 | 7月  | 第52軍団（LII. Armeekorps）     | 第4装甲軍（4. Panzerarmee）            | 南方軍集団（Heeresgruppe Süd）   | ハリコフ               |
| 1943年 | 10月 | 第3軍団（III. Armeekorps）      | 第8軍（8. Armee）                      | 南方軍集団（Heeresgruppe Süd）   | ドニエプル川           |
| 1944年 | 1月  | 第11軍団（XI. Armeekorps）      | 第8軍（8. Armee）                      | 南方軍集団（Heeresgruppe Süd）   | チェルカースィ         |
| 1944年 | 3月  | 再編・補充（zur Auffrischung）  | -                                      | ポーランド総督府附               | デンビツア（Dębica）   |
| 1944年 | 5月  | 第27軍団（XXVII. Armeekorps）   | 第4軍（4. Armee）                      | 中央軍集団（Heeresgruppe Mitte） | モギリョフ             |
| 1944年 | 6月  | 第12軍団（XII. Armeekorps）     | 第4軍（4. Armee）                      | 中央軍集団（Heeresgruppe Mitte） | モギリョフ             |
| 1944年 | 7月  | 解散（Verbleib unbekannt）      | 第4軍（4. Armee）                      | 中央軍集団（Heeresgruppe Mitte） | モギリョフ             |

### 歴代師団長
- オスカー・ブリュム（Oskar Blümm）中将 - 1939年9月1日～1941年9月25日
- アントン・ドストラー少将 -1941年9月26日～1942年4月9日
- オスカー・ブリュム中将 - 1942年4月10日～10月9日
- フリードリヒ・ズィーベルト（Friedrich Siebert）中将 - 1942年10月10日～1943年2月19日
- オットー・フレッター・ピコ（Otto Fretter-Pico）少将 - 1943年2月20日～9月1日
- ヴィンツェンツ・ミュラー中将 - 1943年9月1日～19日
- アドルフ・トロヴィッツ（Adolf Trowitz）少将 - 1943年9月19日～1944年7月7日

### 戦闘序列
（1939年）
- 第179歩兵連隊（Infanterie-Regiment 179）
- 第199歩兵連隊『リスト』（Infanterie-Regiment 199 "List"）[注釈 1]
- 第127歩兵連隊（Infanterie-Regiment 217）
- 第157砲兵連隊（Artillerie-Regiment 157）
- 第157工兵大隊（Pionier-Bataillon 157）
- 第157高射砲大隊（Aufklärungs-Abteilung 157）
- 第157対戦車大隊（Panzerabwehr-Abteilung 157）
- 第157歩兵師団附属通信大隊（Infanterie-Divisions-Nachrichten-Abteilung 157）
- 第157歩兵師団附属輸送小隊（Infanterie-Divisions-Nachschubtruppen 157）

（1944年）
- 第164擲弾兵連隊（Grenadier-Regiment 164）
- 第199擲弾兵連隊『リスト』（Grenadier-Regiment 199 "List"）
- 第217擲弾兵連隊（Grenadier-Regiment 217）
- 第57偵察大隊（Divisions-Füsilier-Bataillon 57）
- 第157砲兵連隊（Artillerie-Regiment 157）
- 第157野戦補充大隊（Feldersatz-Bataillon 157）
- 第157工兵大隊（Pionier-Bataillon 157）
- 第157対戦車猟兵大隊（Panzerjäger-Abteilung 157）
- 第157歩兵師団附属通信大隊（Infanterie-Divisions-Nachrichten-Abteilung 157）
- 第157歩兵師団輸送司令部（Kommandeur der Infanterie-Divisions-Nachschubtruppen 157）